# 獵豹級驅逐艦
獵豹級驅逐艦（法語：Classe Guépard）是一款於1920年代下水的法國海軍驅逐艦，同級艦共六艘。本級艦的設計與其前輩「胡狼級驅逐艦」相仿，且擁有較大的艦身與略優於胡狼級的速度表現；最初三艘艦均以動物命名，餘下三艘則以字首為「V」的事物命名。

## 同級艦
- 野牛號（英语：French destroyer Bison）[1]

由洛里昂兵工廠承造，1930年10月10日完工；1940年5月3日於挪威特隆赫姆外海遭德軍Ju 87俯衝轟炸機擊沉。艦上229名官兵中共有136人陣亡，餘下倖存者由英國皇家海軍所屬的阿弗里迪號驅逐艦救起，但該艦亦於不久後遭德軍擊沉。
- 獵豹號（英语：French destroyer Guépard）[3]

由洛里昂兵工廠承造，1929年8月13日完工，1942年11月27日拆解，隔年9月4日重新啟用，1944年3月間遭轟炸擊沉，1947年打撈後拆解。
- 獅號（英语：French destroyer Lion）[4]

由法蘭西造船廠承造，1931年1月21日完工，1942年11月27日遭德軍俘獲，後贈予義大利；1943年9月9日在拉斯佩齊亞拆解。
- 瓦爾密號（英语：French destroyer Valmy）[5]

由法蘭西造船廠承造，得名自瓦爾密戰役；1930年1月1日完工，1942年11月27日遭德軍俘獲，1943年3月15日起開始接受改裝並進入義大利皇家海軍服役；義大利投降後德軍於1943年9月間俘虜該艦，其後動向不明；艦體殘骸於1945年在熱那亞尋獲，隨後拆解。
- 凡爾登號（英语：French destroyer Verdun）[6]

由法蘭西造船廠承造，得名自凡爾登戰役；1930年4月1日完工，1942年11月27日拆解，隔年9月29日重新啟用，1944年遭轟炸沉沒，1948年打撈後於義大利解體。
- 沃邦號（英语：French destroyer Vauban）[7]

由法蘭西造船廠承造，得名自法國元帥塞巴斯蒂安·勒普雷斯特雷·德·沃邦；1931年1月9日完工，1942年11月27日解體，1947年5月12日打撈後拆解。